# 12,7 × 99 mm NATO
Die Patrone 12,7 × 99 mm NATO (auch .50 BMG, für Browning Machine Gun) ist eine Standardpatrone der NATO vor allem für schwere Maschinengewehre.

## Bezeichnung
Im deutschen Nationalen Waffenregister (NWR) wird die Patrone unter Katalognummer 222 unter folgenden Bezeichnungen geführt (gebräuchliche Bezeichnungen in Fettdruck)
- .50 BMG (Hauptbezeichnung, .50 für 1/2 inches bzw. Zoll)
- .50 BRG
- .50 L 11
- .50 Browning
- .50 cal
- .50 M2
- 12,7 × 99

## Entwicklung

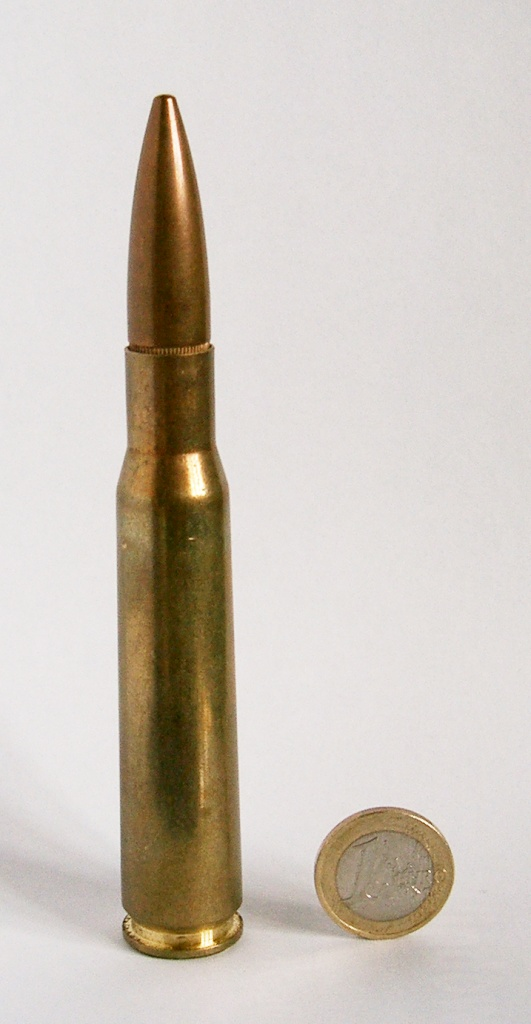
Patrone .50 BMG im Vergleich zu einer 1-Euro-Münze

Die Patrone wurde ursprünglich in den 1920er-Jahren von John Moses Browning für das M2-MG entwickelt. Vorläufer dieser Patrone war die von den deutschen Polte-Werken gemeinsam mit Mauser für das 13-mm-MG 18 TuF entwickelte und im Tankgewehr M1918 verwendete 13×92-mm-Mauser-Patrone mit Halbrand. Vorherige Versuche mit französischer 11-mm-Munition brachten nicht die erhofften Resultate. Durch die Analyse erbeuteter deutscher Tankgewehre mit der dazugehörigen Munition konnte dann die .50 BMG entwickelt werden.
Im Jahr 1982 wurde dieser Munitionstyp von der Barrett Firearms Manufacturing, Inc. erstmals in einem Scharfschützengewehr verwendet, dem M82A1. Die .50 BMG gilt im militärischen Scharfschützenbereich als Patrone mit hoher Zerstörungskraft bei extremer Reichweite und wird überwiegend zum gezielten Einzelschuss gegen Materialziele wie Funkanlagen und Radargeräte verwendet.
Eine zusätzliche Munitionsart unabhängig von den standardisierten Typen ist die in den 1980ern entwickelte Saboted Light Armor Penetrator (SLAP) Patrone. Hier wird ein unterkalibriger pfeilförmiger Penetrator aus Wolframcarbid mittels eines Kunststofftreibspiegels verschossen. Diese Munitionsart dient der Kampfwertsteigerung des M2-Maschinengewehrs. Die Durchschlagsleistung beträgt 19 mm RHA auf eine Entfernung von 1500 Metern.

## Munitionsarten (US-Militär)

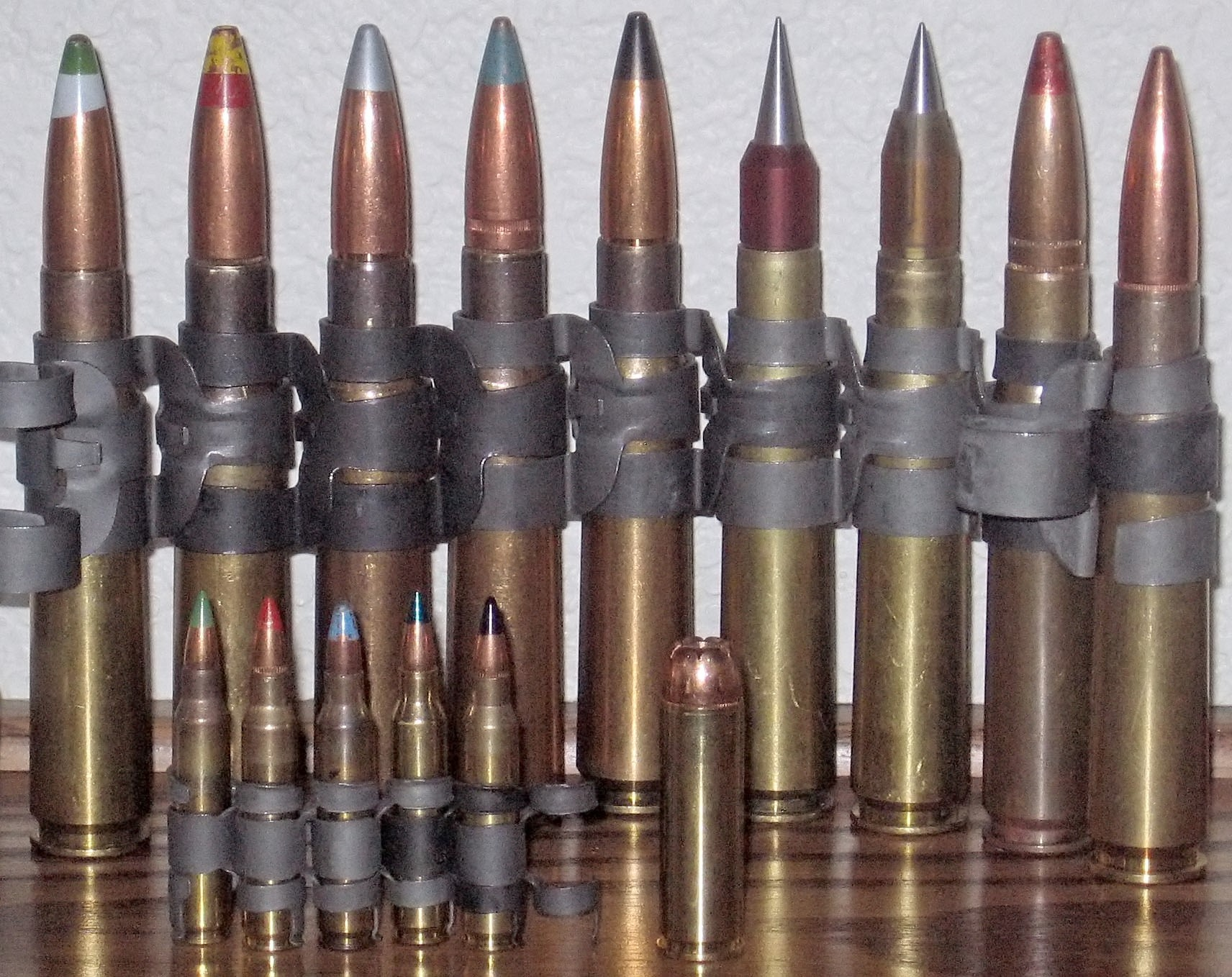
Von links nach rechts, hintere Reihe: Mk211, Spotter, silberne Spitze (panzerbrechender Brandsatz), blaue Spitze (Brandsatz), schwarze Spitze (Panzerbrechend), SLAP-T, SLAP, Tracer und Ball

Schnittzeichnung (Angaben in Millimeter)

Cartridge, Caliber .50, Tracer, M1
Leuchtspurmunition zur Zielmarkierung, Schussverfolgung und zur Branderzeugung. Spitze ist rot.
Cartridge, Caliber .50, Incendiary, M1
Brandmunition, wird gegen ungepanzerte und brennbare Ziele eingesetzt. Spitze ist hellblau.
Cartridge, Caliber .50, Ball, M2
Vollmantelmunition gegen Weichziele und ungepanzerte Ziele.
Cartridge, Caliber .50, Armor-Piercing, M2
Panzerbrechende Munition zum Einsatz gegen leicht gepanzerte Fahrzeuge, geschützte Stellungen und gegen Weichziele. Spitze ist schwarz.
Cartridge, Caliber .50, Armor-Piercing-Incendiary, M8
Panzerbrechende Brandmunition, die gegen gepanzerte brennbare Ziele verschossen wird. Spitze ist silbern.
Cartridge, Caliber .50, Tracer, M10
Leuchtspurmunition, die nicht so hell leuchtet wie die M1. Spitze ist orange.
Cartridge, Caliber .50, Tracer, M17
Leuchtspurmunition, die aus Gewehren der M82- und M107-Reihe verschossen werden kann.
Cartridge, Caliber .50, Armor-Piercing-Incendiary-Tracer, M20
Diese Patrone ist eine Abart der M8 mit zusätzlicher Leuchtspur und der Möglichkeit, sie aus dem M82 oder M107 zu verschießen. Spitze ist rot mit einem silberfarbigen Ring darin.
Cartridge, Caliber .50, Tracer, Headlight, M21
Leuchtspurmunition für den Luftkampf, leuchtet etwa dreifach heller als die M1-Munition.
Cartridge, Caliber .50, Incendiary, M23
Brandmunition zum Einsatz gegen ungepanzerte, brennbare Ziele. Spitze ist blau mit einem hellblauen Ring.
Cartridge, Caliber .50, Ball, M33
Vollmantelmunition gegen Weichziele und ungepanzerte Ziele. Kann aus Scharfschützengewehren wie dem M82 verschossen werden.
Cartridge, Caliber .50, Saboted Light Armor Penetrator, M903
Panzerbrechendes Unterkalibergeschoss, das sich in einem Treibspiegel befindet. Treibspiegel ist bernsteinfarben.
Cartridge, Caliber .50, Saboted Light Armor Penetrator-Tracer, M962
Wie die M903-Munition nur zusätzlich mit Leuchtspurelement zur Schussverfolgung. Der Treibspiegel ist rot.
Cartridge, Caliber .50, Ball, XM1022
Eine Long-Range-Patrone, die speziell für das Barrett M82A1 entwickelt wurde.
Cartridge, Caliber .50, High-Explosive Incendiary Armor-Piercing (HEIAP), Mk 211 Mod 0
Eine Mehrzweckmunition mit Wolframkern, leicht entzündlichem Zirconiumpulver und einer Composit-A-Sprengladung. Diese Munition kann nicht aus M85-Maschinengewehren verschossen werden. Spitze ist grün mit grauem Ring.
Cartridge, Caliber .50, Armor-Piercing-Incendiary-Tracer, Mk 300 Mod 0
Mk 211 mit Leuchtspurelement
Eine Übersicht der in der Bundeswehr verwandten Munition befindet sich in der Liste von Bundeswehrmunition.